# Evangelische Kirche (Hundelshausen)

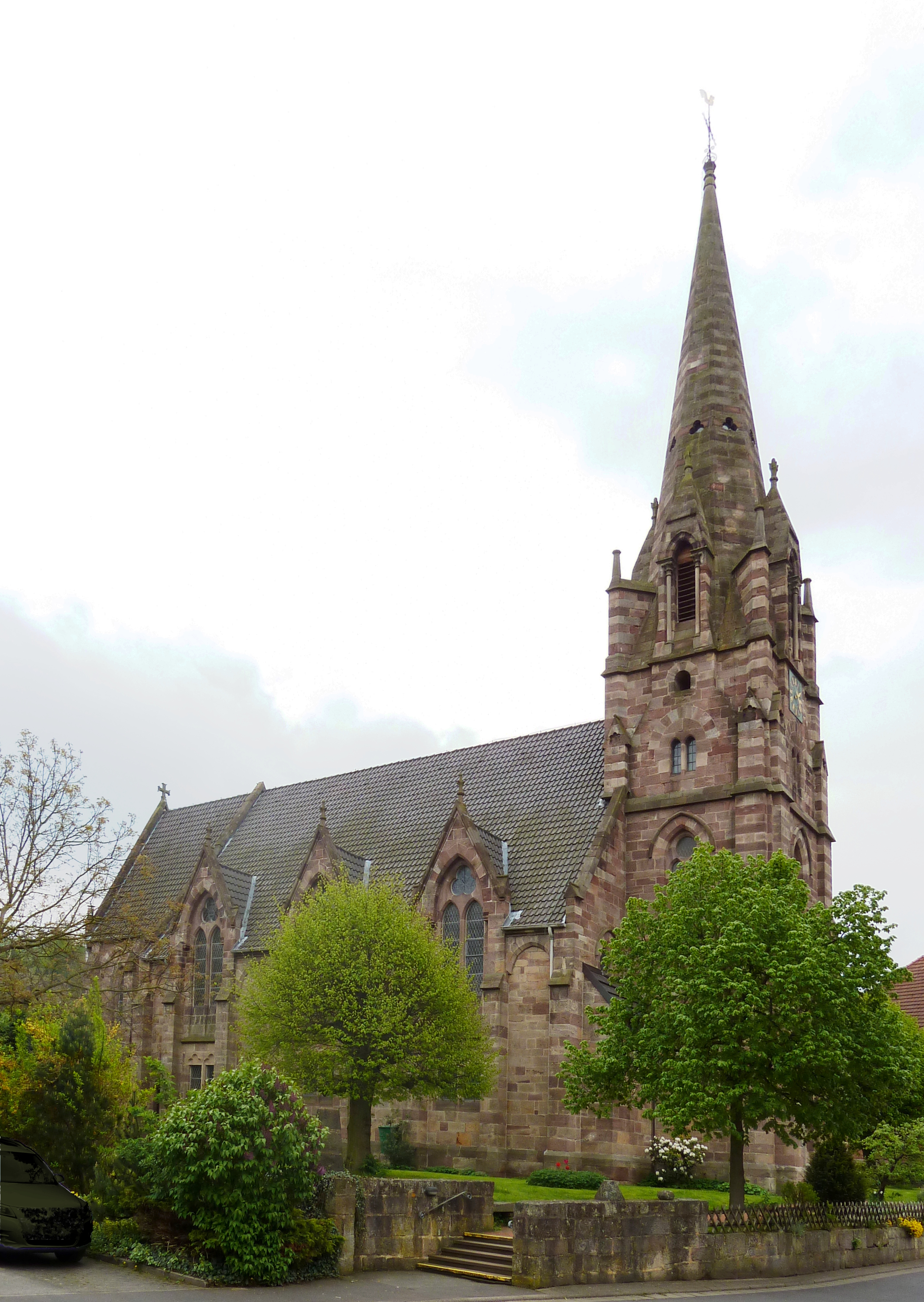
Evangelische Kirche in Hundelshausen

Die evangelische Kirche Hundelshausen ist ein denkmalgeschütztes Kirchengebäude in Hundelshausen, einem Stadtteil von Witzenhausen im Werra-Meißner-Kreis in Hessen. Die Kirchengemeinde gehört zum Kirchenkreis Werra-Meißner im Sprengel Kassel der Evangelischen Kirche von Kurhessen-Waldeck.

## Beschreibung
Die neugotische Saalkirche in frühgotischen Formen wurde von 1863 bis 1867 nach einem Entwurf von Georg Gottlob Ungewitter erbaut. Das Quadermauerwerk ist geprägt durch den Wechsel von rotem und gelbem Sandstein, teils als Bänderung, teils im unregelmäßigen Versatz. Der Kirchturm hat einen steinernen, spitzen Helm. Das mit einem Satteldach bedeckte Langhaus hat je drei von Strebepfeilern gerahmte Zwerchhäuser. Der eingezogene Chor ist rechteckig. Das Langhaus ist mit einem gebrochenen, verbretterten, spitzen Tonnengewölbe im offenen Dachstuhl, der Chor mit einem sechsteiligen, steinernen Kreuzrippengewölbe überspannt. 
Zur weitgehend erhaltenen bauzeitlichen Kirchenausstattung gehört eine steinerne Kanzel nach einem Entwurf von Ungewitter. Die Orgel wurde 1880 von Carl Conrad Wilhelm gebaut.